# Mistislau III de Kiev
Mistislau III de Kiev, nascido Mistislau Romanoviche (em russo: Мстислав Романович; romaniz.: Mstislav Romanovitch) e comumente chamado Mistislau, o Velho (em russo: Мстислав Старий; romaniz.: Mstislav Stari; m. 1223) foi príncipe de Pescóvia (1179–?), Esmolensco (1197–?), Belgorode (1206), Aliche (?–?) e grão-príncipe de Kiev (1212–1223). Era filho de Romano I.
Mistislau derrotou o exército húngaro invasor em 1221. Em Abril de 1223, os Mongóis de Gêngis Cã enviaram 10 embaixadores para negociar uma rendição ou aliança. Os russos executaram todos. Os comandantes mongóis Subedei e Jebe derrotaram e capturaram Mistislau três dias depois da Batalha do Rio Calca. Apenas um em cada dez combatentes mandados para lutar o mongóis voltavam para casa.
A execução de Mistislau após a batalha é descrita no livro histórico de Jack Weatherford: "Gengis Khan e a Formação do Mundo Moderno". No qual, é descrito que os líderes mongóis para deixar claro a punição ao crime da morte de embaixadores, comemoraram a vitória sobre as tropas russas com Mistislau sob as tábuas do chão, para que, dessa forma, a própria comemoração de sua derrota, fosse lentamente levando a sua morte. Enquanto o guerreiros asiáticos cantavam e dançavam em seu estupor, o príncipe russo e seus genros eram esmagados até a morte pelo peso da comemoração.